# Viale Regina Margherita
Viale Regina Margherita è un viale alberato carrabile di Roma compreso tra via Salaria e piazza Sassari. Costituisce, insieme a viale Liegi, viale Parioli e viale Regina Elena, un asse diagonale che attraversa i quartieri Parioli, Pinciano, Salario, Nomentano e Trieste.
Lungo il viale, attraversato da due linee tranviarie, sono posti diversi villini realizzati nel periodo compreso tra il 1910 e il 1917 e in gran parte progettati da Pio e Marcello Piacentini. Alcuni di essi sono stati adibiti ad uffici consolari. Nelle vicinanze di piazza Sassari e lungo viale Regina Elena, istituito nel 1953 su un tratto di viale Regina Margherita tra piazza Sassari e piazzale del Verano, sono presenti la città universitaria, sede principale dell'Università degli Studi di Roma "La Sapienza", e il policlinico Umberto I.
Il viale, precedentemente denominato viale della Regina, nel 1926 fu dedicato alla memoria di Margherita di Savoia, consorte del re Umberto I, su disposizione del governatore di Roma Filippo Cremonesi attraverso la delibera n. 90 del 21 gennaio 1926.

## L'intitolazione del viale alla Regina Margherita

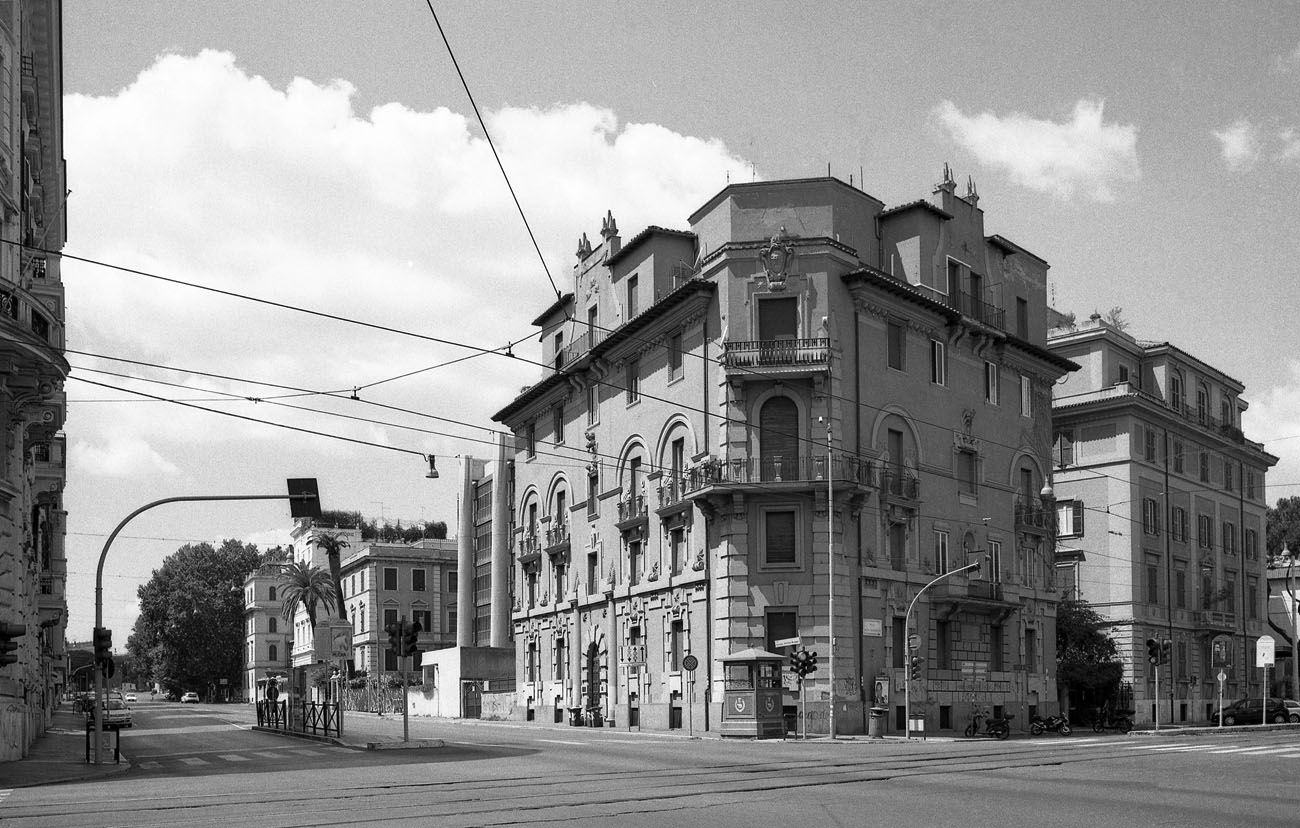
Edifici a viale Regina Margherita

La strada e la piazza all'incrocio con via Alessandria furono intitolate alla Regina Margherita il 21 gennaio 1926, a seguito della sua morte avvenuta il 4 gennaio, con deliberazione del Governatore Filippo Cremonesi n. 90 che così recita:
«Se tutto il popolo italiano, in ogni ordine e ceto, ha vivi la memoria e il culto della sua prima regina, questo culto ha ragioni e radici ben più profonde nell'anima di Roma che per la sua funzione di Capitale, come nessun'altra città, sentì impersonata dall'Augusta Sovrana la tradizione di gentilezza, di nobiltà di fierezza della gente italica, sia che Ella sul Quirinale splendesse nella grazia dell'ingegno temprato a ogni cosa bella, sia che regalmente umile si chinasse a lenire ogni dolore, ogni sofferenza.»
«Ed Ella fu invero l'incarnazione e l'espressione di quanto gentile e fiero ha l'anima italiana; Ella fu il fiore del latin sangue gentile sbocciato di sul robusto ceppo della Casa Sabauda feconda di eroi: fu la prima Regina che il popolo espresse dalla compiuta unità»
«Fervida assertrice di spiriti italiani nel dolore e nella gioia, sembrò l'immagine vivente della gente italica dalle molte gioie e dai molti dolori, e mai non disperò, nè pure in tristi tempi, delle fortune della Patria perchè è romano e italiano virilmente patire e fortemente amare. Poi, quando apparvero i segni precursori di una risurrezione, Ella li salutò e seguì con presago cuore.»
«Ora la Signora Augusta dorme nella gloria del Pantheon, ma il Suo spirito è vivo e operante nello spirito degli italiani. Nulla potrebbe accrescere il prestigio della Sua memoria: Roma ama tuttavia che dal Suo venerato Nome si intitolino alcuni luoghi dell'abitato là dove la Città sembra lanciarsi con la sua espansione alla conquista dei nuovi destini, perchè il Nome Augusto le sia di augurio.»
«Il Governatore delibera perciò che al nome della Regina Margherita vengano intitolati il Viale e la Piazza della Regina.»

## Collegamenti
È percorsa dalle linee tramviarie:
- Linea : Valle Giulia - Piazzale Ostiense
- Linea : Piazza Risorgimento - Piazza dei Gerani

Lungo Viale Regina Margherita ci sono 5 fermate dei tram:
- Buenos Aires
- Viale Regina Margherita/Nizza
- Viale Regina Margherita/Nomentana
- Viale Regina Margherita/Galeno
- Viale Regina Margherita/Morgagni